# Philipp Johannsen

Philipp Johannsen

Philipp Johannsen (* 13. Mai 1864 in Tetenbüll; † 4. April 1937 in Eutin) war ein deutscher Politiker (SHBLD).

## Leben und Wirken
Nach dem Besuch der Volksschule in Tetenbüll wurde Johannsen in Lensahn zum Förster ausgebildet. Später absolvierte er eine Fischereilehre in München, Eberswalde und Siehdichum. Ab 1882 gehörte er dem Garde-Jäger-Regiment in Potsdam an. In den Jahren 1886 bis 1902 war Johannsen im Forstdienst in den Haus-Fideikommissgütern des Großherzogs von Oldenburg tätig. Anschließend übernahm er knapp siebzehn Jahre lang auf diesen die Aufgabe des Fischerei-Inspektors. Nebenbei verfasste er Beiträge für Fachschriften und politische Zeitschriften. Am 1. April 1919 wurde Johannsen infolge der Novemberrevolution von 1918, die auch zum Sturz des Herzogs von Oldenburg führte, aus dem Dienst entlassen.
Politisch begann Johannsen sich in nun in der Schleswig-Holsteinischen Bauern- und Landarbeiterdemokratie (SHBLD) zu betätigen. Am 1. August 1919 rückte er für den ausgeschiedenen Abgeordneten Detlef Thomsen in die im Januar 1919 gewählte Weimarer Nationalversammlung nach, der er bis zu ihrer Auflösung im Juni 1920 angehörte. Da seine Partei in der Nationalversammlung keine Fraktionsstärke erreichte, nahm Johannsen den Status eines Hospitanten in der Fraktion der Deutschen Demokratischen Partei (DDP) ein. Unmittelbar danach zog Johannsen in den ersten Reichstag der Weimarer Republik ein, in dem er bis zu seiner vorzeitigen Mandatsniederlegung im Februar 1921 den Wahlkreis 14 (Schleswig-Holstein) vertrat.